# Thomas Terrell
Pour les articles homonymes, voir Terrell.
Thomas Terrell, né le 5 septembre 1979 à Brookhaven, dans l'État du Mississippi, est un joueur américain de basket-ball. Il évolue au poste d'ailier fort. 

## Biographie
Lors de la saison 2005-2006, il est nommé meilleur joueur du championnat de seconde division espagnole, la Liga española de baloncesto.